# Кашина Барбонина (Бергамо)
Кашина Барбонина је насеље у Италији у округу Бергамо, региону Ломбардија.
Према процени из 2011. у насељу је живело 25 становника. Насеље се налази на надморској висини од 108 м.